# Francois Massaquoi
François Eugene Massaquoi (falecido em 16 de abril de 2001) foi um senhor da guerra e político liberiano. Massaquoi liderou a Força de Defesa de Lofa durante a Primeira Guerra Civil da Libéria e mais tarde tornou-se ministro do governo. Ele morreu em 2001 em circunstâncias misteriosas.

## Juventude
Massaquoi pertencia ao povo loma. Chegando aos Estados Unidos em 1965, estudou economia na Universidade de Nova York. Na década de 1960, a discoteca The Church (mais tarde renomeada como 'Sanctuary' por razões administrativas) foi inaugurada em Hell's Kitchen, no prédio que hoje abriga o Westside Theatre, com um conceito baseado em temas totalmente irreligiosos criados por Massaquoi. Ele e sua esposa Carolyn administraram uma empresa de importação de alimentos em Nova York na década de 1970. De volta à Libéria, trabalhou como funcionário público durante os governos de William Tolbert e Samuel Doe.

## Guerra civil
Fundou a milícia Força de Defesa de Lofa em 1991. Durante a Primeira Guerra Civil da Libéria, a milícia  de Massaquoi lutou contra as forças do Movimento Unido de Libertação da Libéria para a Democracia (ULIMO) pelo controle do condado de Lofa.
Em Dezembro de 1994, Massaquoi foi um dos signatários do Acordo de Clarificação de Acra, um acordo de paz que nunca foi implementado. Da mesma forma, assinou o Acordo de Abuja I em agosto de 1995, que permitiu a entrada da Força de Defesa de Lofa no governo. Massaquoi foi nomeado Ministro da Juventude e Desportos do Governo Nacional de Transição da Libéria de setembro de 1995 a agosto de 1997. Em Dezembro de 1996, um grupo de soldados da Força de Defesa de Lofa chegou a Monróvia e agrediu fisicamente Massaquoi, acusando-o de não fornecer apoio aos seus antigos combatentes.
Durante as eleições gerais na Libéria de 1997, Massaquoi pertencia ao Partido Nacional Democrático da Libéria. Após a eleição foi novamente nomeado Ministro da Juventude e Desportos.

## Morte
Massaquoi morreu em 16 de abril de 2001. Alegadamente, durante uma visita a Voinjama o helicóptero de Massaquoi foi alvejado por tiros. Massaquoi morreu mais tarde no hospital em Gbarnga, após chegar lá. O Presidente Charles Taylor anunciou a criação de uma comissão para investigar as circunstâncias da morte de Massaquoi, mas o anúncio foi recebido com ceticismo na Libéria na época.

## Nota
- Este artigo foi inicialmente traduzido, total ou parcialmente, do artigo da Wikipédia em inglês cujo título é «Francois Massaquoi».